# Geelflankzijdevliegenvanger
De geelflankzijdevliegenvanger (Phainoptila melanoxantha) is een zangvogel uit de familie Ptiliogonatidae (Zijdevliegenvangers).

## Verspreiding en leefgebied
Deze soort telt 2 ondersoorten:
- Phainoptila melanoxantha melanoxantha: zuidoostelijk Costa Rica en noordwestelijk Panama.
- Phainoptila melanoxantha parkeri: noordelijk Costa Rica.